# XL Airways Germany
XL Airways Germany was een chartermaatschappij met Mörfelden-Walldorf in Hessen (Duitsland) als thuisbasis. De luchtvaartmaatschappij voerde met name chartervluchten naar vakantiebestemmingen uit vanaf luchthaven Frankfurt am Main. De luchtvaartmaatschappij had een nauwe samenwerking met XL Airways France. Op 2 januari 2013, kwam luchtvaartnieuws.nl met het bericht dat het bedrijf failliet is.

## Geschiedenis
De luchtvaartmaatschappij werd opgericht als Star XL German Airlines door Avion Group uit IJsland, en ontving haar AOC (Airline Operator's Certificate) op 3 mei 2006. Op 30 oktober van hetzelfde jaar werd de Avion leasure business opgekocht en gehergroepeerd als XL Leisure Group, waarna de luchtvaartmaatschappij haar naam veranderde in XL Airways Germany.
Op 11 september 2008 meldde BBC News dat XL Leasure Group administratie had aangevraagd door de stijgende brandstofprijzen, hoewel Simon Calder in eerste instantie bevestigde dat de website nog steeds boekingen aannam. De onderneming ging de volgende ochtend failliet. Dit had echter geen gevolgen voor de activiteiten van de Franse en Duitse dochtermaatschappijen. Op 12 september verwierf Straumur Investment Bank XL Airways Germany en het Franse zusterbedrijf XL Airways France.

### Incidenten en ongevallen
Op 27 november 2008 crashte een geleasede Airbus A320 ten oosten van Perpignan in de Middellandse Zee tijdens een testvlucht voor de aflevering van het toestel aan Air New Zealand, de nieuwe eigenaar. Alle zeven mensen aan boord kwamen hierbij om het leven.

## Vloot
| Vliegtuig      | Totaal | Bestellingen |
| -------------- | ------ | ------------ |
| Boeing 737-800 | 5      | 0            |

De vijf Boeing 737's zijn allemaal geleased van andere luchtvaartmaatschappijen en hebben een gemiddelde leeftijd van 8,6 jaar en kunnen 189 passagiers vervoeren.
Voorheen beschikte de maatschappij ook over Airbus A320-toestellen.